# 珠江三角洲经济区
珠江三角洲经济区，又称珠江三角洲都市区、珠江三角洲城市群、珠江三角洲核心区，前身为1985年2月设立的珠江三角洲经济开放区，是1994年起广东省内为率先实现现代化而建设的经济功能区，范围包括广州市、深圳市、珠海市、佛山市、东莞市、中山市、江门市、惠州市的惠城区、惠阳市、惠东县、博罗县以及肇庆市的端州区、鼎湖区、高要區、四会市，面积为41,596平方公里，佔全省面積的23.4%。2008年12月，珠江三角洲区域经济发展上升为国家战略，惠州市及肇庆市全境纳入珠三角的规划范围。
珠江三角洲经济区是中國大陸改革開放的先行地區，集中了廣東省內超過八成的經濟總量，現已發展成中國大陸重要的經濟區域及製造業中心，在此基础上又延伸出长江三角洲经济区、环渤海经济圈和粤港澳大湾区（泛珠三角区域合作）等區域經濟學概念。

## 历史
1985年2月18日，国务院批转《长江、珠江三角洲和闽南厦漳泉三角地区座谈会纪要》，将珠江三角洲地区开辟成沿海经济开放区，发展外向型经济，“按出口贸易的需要发展加工工业，按加工的需要发展农业和其他原材料的生产”，范围为两市十四县（佛山市及所辖的中山市、南海县、顺德县、高明县；江门市及所辖的开平县、新会县、台山县、鹤山县、恩平县；广州市的番禺县、增城县；深圳市的宝安县；珠海市的斗门县；惠阳地区的东莞县）。1986年9月、12月，经国务院批准，又把珠海市香洲区除沿海各岛屿外的郊区，佛山市所辖的三水县，广州市所辖花县的新华镇列入珠江三角洲经济开放区的范围。1987年11月，珠江三角洲经济开放区又扩至广州市所辖的花县、从化县、清远县，肇庆地区所辖的肇庆市、高要县、四会县、广宁县，惠阳地区所辖的惠州市、惠阳县、惠东县、博罗县，全区总面积扩大为4.43万平方公里，占全省面积的20.90%，这也成为日后珠江三角洲经济区的雏形。
1994年7月，中共广东省委书记谢非在省委工作会议中，提出建设珠江三角洲经济区的战略构想，让珠江三角洲地区成为广东首先实现现代化的大经济区，在追赶“亚洲四小龙”中发挥全省龙头作用。10月，中共广东省委七届三次会议作出了建设珠江三角洲经济区的决定。11月5日，广东省委、省政府决定成立珠江三角洲经济区规划协调领导小组，由广东省委常委、副省长张高丽担任组长，总体规划重点突出 “五个统一”：统一协调重大交通通讯能源、基础设施建设，统一产业布局，形成合理分工，统一按现代化标准协调城乡建设，统一协调生态环境规划，统一规划社会发展和精神文明建设。1995年，《珠江三角洲經濟區城市群規劃》和《珠江三角洲经济区现代化建设规划纲要（1996-2010）》相继出台，规划“以珠三角有機協調的城市群爲整體，以廣州爲核心，以廣州至珠海和廣州至深圳的發展線爲主軸，建設中部、東岸、西岸三大都市區”。
2004年，《珠江三角洲城鎮群協調發展規劃（2004-2020）》公布实施，新规划将深圳提至区域性主中心地位，总体格局从“一主(广州)两副(深圳、珠海)”到“两主(广州、深圳)一副(珠海)”。
2009年1月，国家发展和改革委员会在国务院新闻办举行的新闻发布会上公布《珠江三角洲地区改革发展规划纲要（2008-2020年）》。 规划范围以广东省的广州、深圳、珠海、佛山、江门、东莞、中山、惠州和肇庆市为主体，辐射泛珠江三角洲区域，并将与港澳紧密合作的相关内容纳入规划，促进珠三角进一步发挥对全国的辐射带动作用和先行示范作用。广东省人民政府更提出了珠三角实现“九年大跨越”的宏大目标。
2010年8月，广东省人民政府公布珠三角基础设施、产业布局、基本公共服务、城乡规划和环境保护五个一体化规划，规划建设交通、能源、水利、信息化四类重大工程共150个项目，总投资近2万亿元，力推珠三角一体化进程。

## 經濟
珠江三角洲经济区最早由广东省政府在1994年确立，其发展主要得益于邻近香港、澳門，一直是珠三角经济区的主要投资来源，港商資金雄厚，一直扮演重領導角色。据《广东省统计年鉴》公布的数据，2011年，珠江三角洲地区9個城市的国内生产总值（GDP）为43720.86亿元人民币，约占中国大陆经济总量的8.4%，是仅次于长三角都市经济圈、京津冀都市经济圈的中国大陆第三大经济总量的都市经济圈。而根据联合国人居署发布的《世界城市状况报告》，以广州、香港和澳門为核心的珠三角都市区已经成为世界最大的超级都会区。

### 都市區
《珠江三角洲城鎮群協調發展規劃（2004-2020）》、《珠江三角洲城鄉規劃一體化規劃（2009—2020年）》中將珠江三角洲經濟區分為「廣佛肇」都市區、「深莞惠」都市區、「江中珠」都市區。

## 人口
| 城市   | 面積/km2 | 2000年    | 2000年   | 2010年     | 2010年   | 2015年1%调查 | 2015年1%调查 |
| 城市   | 面積/km2 | 人口數    | 人口密度 | 人口數     | 人口密度 | 人口數       |              |
| ------ | -------- | --------- | -------- | ---------- | -------- | ------------ | ------------ |
| 广州市 | 7434.40  | 9,942,022 | 2756     | 12,701,948 | 3520     | 13,501,100   |              |
| 深圳市 | 1978.09  | 7,008,831 | 8992     | 10,358,381 | 13290    | 11,378,900   |              |
| 珠海市 | 1654.92  | 1,235,432 | 1686     | 1,562,380  | 2133     | 1,634,100    |              |
| 佛山市 | 3856.41  | 5,337,709 | 1788     | 7,197,394  | 2412     | 7,430,600    |              |
| 东莞市 | 2466.55  | 6,445,777 | 3662     | 8,220,207  | 4671     | 8,254,100    |              |
| 中山市 | 1800.14  | 2,363,322 | 1835     | 3,121,275  | 2424     | 3,209,600    |              |
| 江门市 | 9513.22  | 3,956,827 | 919      | 4,450,703  | 1034     | 4,519,500    |              |

珠三角地區的人口密度在全國乃至全世界都是相當高的，其人口增长主要来源是外来迁入人口，人口的自然增长不对人口增长构成主要影响。世界银行报告借助卫星和地理空间信息分析等技术，评估包括东北亚和东南亚在内的亚洲东部地区城市化进展，表示截至2010年，包括广州、深圳、佛山和东莞在内的珠江三角洲城市片区拥有人口约4200万人，超过阿根廷、加拿大或马来西亚等国家的人口总和，已超过日本东京地区，成为全球最大城市片区。 
2014年，一份報告顯示，珠三角的人口密度已經「超載」，世界平地人口最大的地區中，珠三角佔了前三名，分別是深圳市羅湖區（56,482人/km2）、深圳市鹽田區（56,004人/km2）、廣州市越秀區（52,834人/km2）。而紐約市的知名CBD的人口密度僅為約（26,000人/km2）。

## 交通
- 註：粗體表示全國或國際範圍內的幹線、樞紐。

### 鐵路
- 京廣鐵路
- 京九鐵路
- 廣深鐵路
- 廣茂鐵路
- 廣珠鐵路
- 廣梅汕鐵路
- 南沙港鐵路

#### 高速鐵路
- 京廣高速鐵路
- 廣深港高速鐵路
- 廈深鐵路
- 深茂鐵路（江门-茂名段開通,深圳-江门段建設中）
- 南廣鐵路
- 贵廣鐵路
- 梅湛鐵路

#### 城际轨道交通
- 廣珠城際鐵路
- 珠机城际铁路
- 穗深城际铁路
- 广惠城际铁路
- 广肇城际铁路
- 广清城际铁路
- 广佛环线
- 惠河城际轨道交通（構想中）

### 高速公路
- 京港澳高速公路（G4）
  - 广深高速公路（G4 / G15 / G9411）
- 广澳高速公路（G0425）
- 瀋海高速公路（G15）
  - 廣州繞城高速公路（G1508）
- 潮莞高速公路 (G1523)
- 武深高速公路（G4E）
- 乐广高速公路（G0423）
- 長深高速公路（G25）
  - 深羅高速公路（G2518 / S26）
- 济广高速公路（G35）
  - 廣惠高速公路（G35 / S21）
- 大广高速公路（G45）
- 许廣高速公路（G0421）
  - 广清高速公路
  - 清连高速公路
- 二廣高速公路（G55）
- 广昆高速公路（G80）
- 珠三角環線高速公路（G94）
- 莞佛高速公路（G9411）
- 廣河高速公路（S2）
- 廣深沿江高速公路（S3）
- 廣明高速公路（S5）
- 派街高速公路（S16）
- 潮惠高速公路（S17）
- 廣中江高速公路（S20）
- 龍林高速公路（S22）
- 惠澳高速公路（S23）
- 水官高速公路（S28）
- 從莞深高速公路（S29）
- 惠深沿海高速公路（S30）
- 龙大高速公路（S31）
- 廣東西部沿海高速公路（S32 / G4W）
- 南光高速公路（S33）
- 新化快速路（S37）
- 東新高速公路（S39）
- 廣州機場高速公路（S41）
- 广珠西线高速公路（S43）
- 江珠高速公路（S47）
- 新台高速公路（S49）
- 广州环城高速公路（S81）
- 佛山一环高速公路（S82）
- 廣中江高速公路(S20)

### 機場
- 廣州白雲國際機場
- 深圳寶安國際機場
- 珠海金灣機場
- 佛山沙堤機場
- 惠州平潭機場
- 珠三角枢纽（广州新）机场

### 港口
- 廣州黃埔港
- 深圳蛇口港
- 珠海高栏港
- 江門港
- 佛山港【内河港】
- 肇慶港【内河港】
- 廣州蓮花山港【河口港】
- 廣州南沙港
- 深圳鹽田港
- 廣州新沙港【位于东莞】
- 東莞虎門港
- 中山港（横門）
- 惠州港（惠陽）
- 广海港（大廣海灣）

### 大型橋隧
- 虎門大橋
- 南沙大桥
- 虎門公鐵两用大橋（设计中）
- 佛山/江门九江大橋
- 佛山高明大橋
- 肇慶西江大橋
- 肇慶馬房大橋
- 廣州黄埔大橋
- 珠海珠海大橋
- 珠海金海大橋
- 江门崖門大橋
- 深圳灣公路大橋
- 港珠澳大橋
- 深中通道
- 江门黃茅海通道

### 城市軌道交通
- 廣州地鐵（含廣佛地鐵）、廣州有軌電車、深圳地鐵、深圳有軌電車、佛山地鐵（含廣佛地鐵）、東莞軌道交通、珠海有轨电车（已拆）、中山单軌列車（规划中）、江門地鐵（规划中）

## 参見
- 珠江三角洲
- 粵港澳大灣區
- 泛珠三角区域合作
- 海峽西岸經濟區
- 长江三角洲城市群
- 京津冀都市经济圈
- 环渤海城市群
- 成渝城市群